# Lymanopoda euopis
Lymanopoda euopis är en fjärilsart som beskrevs av Frederick DuCane Godman och Osbert Salvin 1878. Lymanopoda euopis ingår i släktet Lymanopoda och familjen praktfjärilar. Inga underarter finns listade i Catalogue of Life.